# Partit Socialista d'Aragó
El Partit Socialista d'Aragó (PSA) va ser un partit polític espanyol, d'àmbit aragonès, que va estar actiu entre 1976 i 1983. S'autodefinia com a federalista, socialista i autogestionari. Els seus líders van ser Emilio Gastón i Jesús Romanos. Personalitats com el cantautor José Antonio Labordeta o el periodista Federico Jiménez Losantos van ser militants del PSA.

## Història
El Partit Socialista d'Aragó es va crear el 5 de febrer de 1976 amb la confluència de l'Aliança Socialista d'Aragó, organització fundada el 1974 a Saragossa per acord d'un grup de socialistes independents integrats a la Junta Democràtica d'Aragó (Saturnino Cisneros, Emilio Gastón i Antonio Giménez), que amplien ràpidament la seva militància gràcies a un programa centrat en l'oposició al règim franquista i la reivindicació autonomista en el marc del socialisme democràtic; membres de la revista Andalán i integrats en la Comissió Aragonesa per a una Alternativa Democràtica (constituïda en 1972 al voltant del PCE a Aragó) i Reconstrucció Socialista, organització creada per militants del sindicat Unió Sindical Obrera. Aviat va reunir a un important nombre de militants tant de la cultura com d'àmbit sindical i va fer una defensa fèrria del territori i dels habitants d'Aragó.
Legalitzat a principis de 1977 el seu míting de presentació va ser un gran èxit, augmentant l'eufòria del partit. Va formar part de la Federació de Partits Socialistes i va concórrer a les eleccions de 1977, seguint els pactes portats a terme per la Federació, amb el PSP. Els resultats van ser relativament bons, assolint una acta de diputat per al seu secretari general Emilio Gastón. Però això va suposar un fracàs per al sector del partit més clàssicament socialista que volien ser el referent de l'esquerra aragonesa (el PSOE va obtenir cinc escons a Aragó). Això dugué a converses amb partits estatals per a la seva integració en ells, primer en la tardor d'aquest mateix any amb el PCE per a formar el "Partit Socialista Unificat d'Aragó", que no va quallar. Amb l'arribada a la secretaria general de Santiago Marraco, cap visible dels "ortodoxos" a l'hivern de 1978, s'incien contactes amb el PSOE per a una unificació similar que donaria naixement al PSC, cosa que no escau bé a altres sectors del partit, produint-se fortes desavinences dintre del partit i arribant algun militants "ortodoxs" a integrar-se directament en el PSOE abans que es decidís res per ambdós grups.
Emilio Gastón (bastant crític amb el procés constituent) reuniria al seu voltant part de la militància pròxima a postures més properes al nacionalisme, mantenint les sigles del Partit (el PSOE en Aragó mai va utilitzar aquesta denominació, usant la denominació Partit dels Socialistes d'Aragó-PSOE) i arribant fins i tot a fer una tímida campanya per l'abstenció en el referèndum per a aprovar la Constitució de 1978. Alguns dels militants, evolucionant cap a un nacionalisme net, al costat de membres de l'associació cultural Rolde de Estudios Nacionalistas Aragonés, formarien a la fi de l'any el Moviment Nacionalista Aragonès proper a les forces nacionalistes d'esquerra que sorgirien en el País Basc o Catalunya en aquells anys.

## Resultats electorals
Va concórrer a les eleccions generals de 1977 amb el PSP. Els resultats van ser relativament bons, 64.626 vots, el 9,86% dels vots i una acta de diputat per al seu secretari general Emilio Gastón. El PSA encara es va presentar a les eleccions de 1979, dintre de la Coalició per Aragó, sense obtenir escons. Es va dissoldre en un congrés extraordinari celebrat el 26 de març de 1983.